# Erik le Viking (film, 1989)
Pour les articles homonymes, voir Erik, le Viking.
Erik le Viking (Erik the Viking) est un film britannique réalisé par Terry Jones, sorti en 1989.

## Synopsis
Après avoir tué une jeune fille dont il était amoureux, Erik prend conscience de la vie des vikings : pillages, viols, meurtres… Pour changer cela, il part avec ses amis à la recherche du cor résonnant, dont le souffle réveillera les dieux et mettra un terme à Ragnarök, le règne de terreur.

## Fiche technique
- Titre : Erik le Viking
- Titre original : Erik the Viking
- Réalisation : Terry Jones
- Scénario : Terry Jones
- Musique : Neil Innes
- Photographie : Ian Wilson
- Montage : George Akers
- Décors : John Beard
- Costumes : Pam Tait
- Production : Terry Glinwood, John Goldstone et Neville C. Thompson
- Sociétés de production : Prominent Features et Svensk Filmindustri
- Société de distribution : Orion Pictures Corporation
- Pays d'origine : Royaume-Uni, Suède
- Langue : anglais
- Format : Couleurs - 1,66:1 - Dolby - 35 mm
- Genre : Aventure, fantastique
- Durée : 79 min (director's cut)
- Dates de sortie : 1er septembre 1989 (Suède), 29 septembre 1989 (Royaume-Uni)

## Distribution
- Tim Robbins (VF : Renaud Marx) : Erik
- Mickey Rooney : le grand-père d'Erik
- Eartha Kitt : Freya
- Terry Jones (VF : Roger Carel) : le roi Arnulf
- Imogen Stubbs (VF : Rafaèle Moutier) : la princesse Aud
- John Cleese (VF : Pierre Hatet) : Halfdan le Noir
- Tsutomu Sekine : le maître des esclaves
- Antony Sher : Loki
- Gary Cady (VF : Eric Herson-Macarel) : Keitel le forgeron
- Charles McKeown : le père de Sven, Berserk
- Tim McInnerny : Sven, le Berserk
- John Gordon Sinclair : Ivar sans-os
- Richard Ridings (VF : Daniel Russo) : Thorfinn le briseur de crânes
- Freddie Jones (VF : Bernard Dhéran) : Harald le missionnaire
- Samantha Bond (VF : Dorothée Jemma) : Helga
- Danny Schiller (VF : Pierre Baton) : Snorri le misérable

## Autour du film
- Le tournage s'est déroulé aux Studios de Shepperton, aux Malta Film Studios à Malte[1] et en Norvège. À Malte, la production a ainsi reproduit une cascade dans un bassin de 11 m de profondeur[1].
- Initialement prévu comme un film des Monty Python, la troupe se sépara après le décès de Graham Chapman en 1989.
- Le rôle d'Erik avait tout d'abord été proposé à Tom Hulce, et celui de Halfdan le Noir à Jack Lemmon.